# Vilobí d'Onyar
Vilobí d'Onyar är en kommun i Spanien.   Den ligger i provinsen Província de Girona och regionen Katalonien, i den östra delen av landet, 600 km öster om huvudstaden Madrid. Antalet invånare är 3 053. Arean är 33 kvadratkilometer. Vilobí d'Onyar gränsar till Aiguaviva, Riudellots de la Selva, Caldes de Malavella, Sils, Santa Coloma de Farners, Brunyola och Bescanó. 
Terrängen i Vilobí d'Onyar är platt.